# Der Neue See im Berliner Tiergarten
Der Neue See im Berliner Tiergarten ist ein Gemälde des deutschen Malers Lovis Corinth von 1908. Das Bild zeigt eine Szene am Neuen See im Großen Tiergarten im Berliner Ortsteil Tiergarten. Es befindet sich derzeit im Besitz der Kunsthalle Mannheim.

## Bildbeschreibung
Das Bild zeigt einen mit Flaggen geschmückten Bootsanleger am Neuen See im Berliner Tiergarten. Das Bootshaus im Hintergrund ist verlassen, die Türen und Fenster sind geschlossen. Es befinden sich keine Menschen auf dem Bild und die Boote nehmen den gesamten Anlieger ein, Lücken bestehen nicht. Die Bootsrümpfe sind mit groben Pinselstrichen gestaltet, an den der Wasserfläche zugewandten Enden befinden sich jeweils bunte Wimpel. An einer durchhängenden Schnur zwischen den Bäumen hängen zehn große Flaggentücher verschiedener Nationen, darunter mehrfach die Flagge des Deutschen Kaiserreichs (Schwarz-Weiß-Rot), die Flagge der Schweiz, die Flagge Frankreichs, die Flagge der Niederlande und die Flagge der Vereinigten Staaten. Die Flaggen spiegeln sich unscharf auf der Wasserfläche im Vordergrund des Bildes, wobei die einzelnen Flaggen untereinander verschwimmen.
Die Farbgebung des Bildes ist sehr gedämpft in Grün- und Brauntönen, die von den Farben der Flaggen, Wimpeln und den Spiegelungen durchbrochen sind. Der Himmel, der nur angedeutet zwischen den Bäumen erkennbar ist, wirkt trüb und milchig. Das Ufer teilt das Bild in zwei horizontale Hälften, wobei die obere Hälfte durch die farbenprächtigen Flaggen vor dem Hintergrund der Bäume und die untere Hälfte durch die Wasserfläche und die verschwimmenden Farben der gespiegelten Flaggen geprägt sind.
Das Bild ist ohne Jahreszahl im rechten unteren Bildfeld mit dem Namen Lovis Corinth signiert.

## Hintergrund und Einordnung in das Werk
Der Neue See befindet sich im Großen Tiergarten in Berlin und war ein beliebter Naherholungsort inmitten der Stadt. Er wurde zwischen 1833 und 1839 von Peter Joseph Lenné angelegt und wurde bereits im 19. Jahrhundert mit Biergarten und Bootsanleger ein beliebter Ausflugspunkt des Berliner Bürgertums. Er lag sehr nah am Atelier Corinths in der Klopstockstraße. Corinth wählte für sein Bild einen trüben Tag, an dem der Bootsverleih geschlossen war. Aus dem Grund befinden sich keine Menschen am Ableger und statt einer Darstellung des Freizeitvergnügens rückte der Anleger mit dem Fahnenschmuck und der Kontrast zum See und den Bäumen in den Vordergrund der Darstellung.
Lovis Corinth malte sehr gern Flaggen, wie seine Frau Charlotte Berend-Corinth in ihrer Autobiografie Mein Leben mit Lovis Corinth schrieb:

„Die Fahnen! Das ist ein Extragebiet! Wenn es wo Fahnen gab, war er schnell bei der Hand mit Malen.“

Durch die Verwischung der Flaggenfarben in der Spiegelung im Wasser kommt es in diesem Bild zu einer Abstraktion der Farben und Lichtwerte, die für Corinth besonders interessant gewesen sind. Durch seine rasche und grobe Malweise hob er den Licht- und Farbeindruck im Wasser besonders hervor und schaffte dadurch eine zweifache Abstraktion der Flaggen, die zu einer „nahezu freien Komposition pastöser Farbtupfer“ führt. Nach Haug 2008 geht in dem Bild „die Wiedergabe der Farb- und Lichtstimmung einher mit einer ästhetischen Reflexion über die Beziehungen von Gegenständlichkeit und Abstraktion sowie Kunst und Natur“.

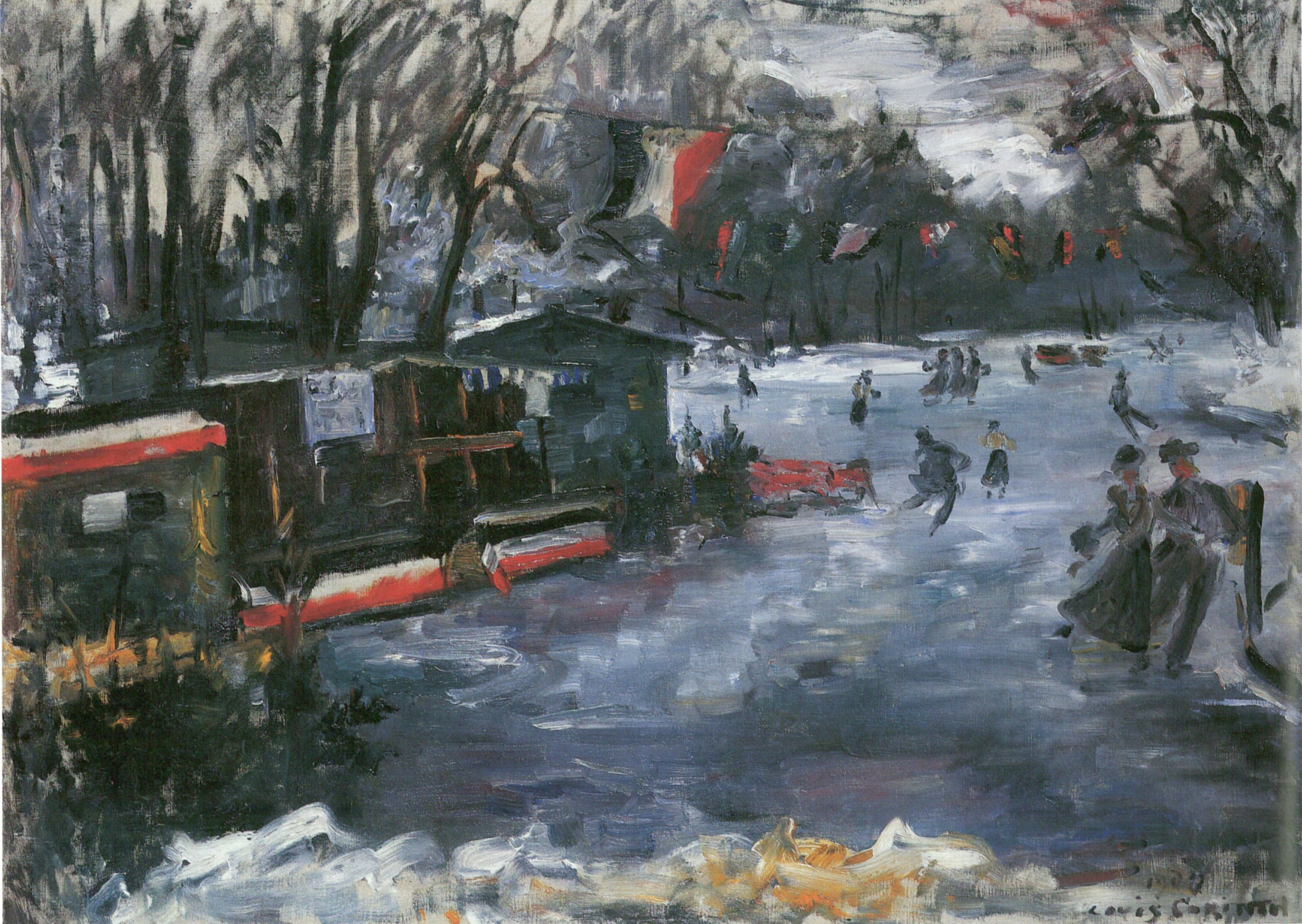
Eisbahn im Berliner Tiergarten, 1909

Neben dieser Darstellung des Bootsanlegers malte Corinth mit der Eisbahn am Berliner Tiergarten ein weiteres Bild, das den Neuen See darstellt. Im Gegensatz zum Neuen See im Berliner Tiergarten handelt es sich hierbei allerdings um eine Winterdarstellung, auf der der See zugefroren ist und von Eisläufern genutzt wird. Auch in diesem Bild sind Flaggen abgebildet, diese rücken allerdings nicht so deutlich in den Vordergrund. Im Grafikzyklus Der Tiergarten von 1920/1921 griff Corinth erneut den Neuen See als Motiv auf, diesmal für zwei Ansichten des Sees, die sich auf die Darstellung der Natur in wenigen Strichen beschränkt. Eine weitere Darstellung von Flaggen erfolgte beim Kaisertag in Hamburg, bei dem er die fahnengeschmückten Häuser, Boote und Ufer an der Alster in Hamburg darstellte.

## Entstehung, Ausstellungen und Provenienz
Die Zeit der Entstehung des Bildes ist unklar: Nach der Erinnerung von Charlotte Berend-Corinth wurde das Bild von Lovis Corinth ursprünglich 1903 unter dem Titel Bootsplatz gemalt und 1904 bei Paul Cassirer ausgestellt. In ihrem Werkverzeichnis ist es jedoch auf 1908 datiert und war zum ersten Mal 1914 bei Paul Cassirer zu sehen. Aufgrund der großen Unterschiede zu dem Bild Eisbahn am Berliner Tiergarten, das auf 1909 datiert wird, wird die frühere Entstehung als plausibel angesehen.
1915 erfolgte eine Ausstellung in der Kunsthandlung von Fritz Gurlitt, dessen Sohn Wolfgang Gurlitt zu den späteren Besitzern des Bildes gehörte. 1950 zeigte das Landesmuseum Hannover und 1964 die Gallery of Modern Art in New York City das Gemälde. Darüber hinaus war es 1974 in der Kunsthalle Bielefeld zu sehen und gehörte 1976 zu einer Ausstellung in der Nationalgalerie in Ost-Berlin (der heutigen Alten Nationalgalerie). Das Folkwang-Museum in Essen und das Kunsthaus der Hypo-Kulturstiftung in München zeigten das Bild 1985/1986. Weitere Ausstellungen erfolgten 1996 in der Alten Nationalgalerie in Berlin und 2008 in der Retrospektive zum 150. Geburtstag des Künstlers, die im Musée d’Orsay (Paris), dem Museum der bildenden Künste (Leipzig) und dem Kunstforum Ostdeutsche Galerie (Regensburg) stattfand. 2010 war es Teil der Ausstellung Liebermann, Corinth, Slevogt – Die Landschaften, die im Wallraf-Richartz-Museum in Köln und dem Museum of Fine Arts in Houston gezeigt wurde.
Der erste Besitzer des Bildes war H. Wolff in Hamburg. Später ging es in den Besitz von Wolfgang Gurlitt, München, und W. Hahn, Grossau über. Heute befindet sich das Bild im Besitz der Kunsthalle Mannheim (Inv.-Nr. 1098).